# Quadrant Records
Quadrant Records és un segell discogràfic independent amb seu a Lleida. La discogràfica edita treballs discogràfics en gèneres com el jazz, el folk i el rock. Artistes com The Incredible String Band, Mike Heron, Robin Williamson, Clive Palmer, Bruce Barth, Jerry Bergonzi, Sheila Cooper, René Marie, Peter King, Cajonmania, Alu Spear, Renaldo & Clara, Xavier Baró o Michael Lee Wolfe han treballat amb Quadrant Records en alguns dels seus projectes. Quadrant també funciona com a agència de talents i productora de concerts, a més de promocionar i produir el Jazz Tardor, un esdeveniment dut a terme anualment al mes de novembre que reuneix destacats músics de jazz.